# Сторрі (Каліфорнія)
Сторрі (англ. Storrie) — переписна місцевість (CDP) в США, в окрузі Плумас штату Каліфорнія. Населення — 4 особи (2010).

## Географія
Сторрі розташоване за координатами 39°55′38″ пн. ш. 121°19′2″ зх. д. / 39.92722° пн. ш. 121.31722° зх. д. (39.927265, -121.317199).  За даними Бюро перепису населення США в 2010 році переписна місцевість мала площу 0,22 км², уся площа — суходіл.

## Демографія
Згідно з переписом 2010 року, у переписній місцевості мешкали 4 особи в 2 домогосподарствах у складі 2 родин. Густота населення становила 18 осіб/км².  Було 9 помешкань (41/км²).
Расовий склад населення:
| - 100,0 % — білих |

До двох чи більше рас належало 0,0 %. Частка іспаномовних становила 0,0 % від усіх жителів.
За віковим діапазоном населення розподілялося таким чином: 0,0 % — особи молодші 18 років, 50,0 % — особи у віці 18—64 років, 50,0 % — особи у віці 65 років та старші. Медіана віку мешканця становила 62,5 року. На 100 осіб жіночої статі у переписній місцевості припадало 100,0 чоловіків;  на 100 жінок у віці від 18 років та старших — 100,0 чоловіків також старших 18 років.
Цивільне працевлаштоване населення становило 0 осіб. 